# 葉月結菜
葉月 結菜（はづき ゆな、2002年9月15日 - ）は、日本のタレント、アイドルであり、女性アイドルグループいぎなり東北産のメンバーで副リーダー。宮城県出身。スターダストプロモーション仙台営業所所属。

## 人物
- 趣味：歌。特技：ピアノ[1]、書道、MC[2]。2023年1月に開催されたスタプラアイドルフェスティバルで「5曲MIX曲当てチャレンジ」に出場し優勝した[3]。チャットモンチーを保育園の頃から聴いていて、それがきっかけで音楽好きになり、同グループで初めてライブに行き、日本武道館のライブも見届けた。
- 愛称は「ゆな」[4][5][6][7]、「ゆなぽこ」。
- 憧れは咲良菜緒（TEAM SHACHI）[8]、鈴木愛理[9]。
- 仙台銘菓 萩の月は、葉月が憧れている咲良菜緒の好物で、咲良とイベントで共演した際にお土産として持っていき一緒に食べたエビソードがある[10]。WEBマガジン『月刊まっぷる』2023年3月号「いぎなり東北産の仙台推しガイド」でも葉月結菜の推しみやげとして紹介していて、冷やしたり冷凍して食べるのも良いという[11]。
- 東北のおすすめは「定義山の油揚げ」。
- いぎなり東北産の「お酒担当」、お酒を飲むのが大好き[12]。私立恵比寿中学秋田分校に合わせ日の丸醸造の日本酒「まんさくの花 山田穂70」（2023年）、「純米大吟醸 まんさくの花」（2024年）とコラボレーションした。2024年春にYouTube動画『NO RULE コラボ』で先輩の玉井詩織（ももいろクローバーZ）と日本酒づくりに挑戦した。2024年後半には仙台・宮城 2024年秋・冬観光キャンペーン「しみわた体験記」として宮城県多賀城市と気仙沼市を訪れ、地元のお酒や料理などの魅力を発信した[13]。
- 2024年に東日本放送『VIPを熱烈歓迎！宮城でもてなし隊』（2024年12月28日放送）で梅沢富美男を宮城おもてなし旅へ案内した。WEB仙台つーしんでは「仙台・秋保温泉 迎賓館 櫻離宮」の客室などを浴衣で紹介した。2023年からYouTube ファッション情報バラエティ「アイドニックTV」のMCを務めている。
- ラーメン好き。仙台を中心に展開するラーメンチェーン「おっぺしゃん」に昔から通っていて、冠番組「いぎなり東北産の いぎなり”やるっちゃ”東北産!マシマシ!!」（ラジオ石巻）の店内での番組収録やスポンサーになったり、いぎなり東北産とのコラボ商品を発売するなどの縁がある[14][15]。2022年秋には葉月結菜20歳の誕生日を記念して「おっぺしゃんトッピングキャンペーン」が実施された[16]。
- 夏が好き[17]。ハワイのデザート「アサイーボウル」が好きで、2024年2月に仙台のカフェThe Rooftop E Gardenとコラボしたアサイーボウルを販売した[18]。2025年には念願のハワイへ大学の卒業旅行で行くことができた[19][20]。
- カフェオレ好き。2024年度冬にいぎなり東北産として東北生乳販売農業協同組合連合会の東北産牛乳応援キャンペーン「ミルクでエール!応援団」に就任した[21]。2025年5月に販売した東北楽天ゴールデンイーグルスとのコラボグルメ「楽天モバイルパーク宮城産いぎなりおいしいプレート」のメニューに、蔵王の生乳を使ったカフェオレで食べるコーヒーゼリーがある[22]。

### 野球
スポーツ観戦が大好きで、プロ野球 東北楽天ゴールデンイーグルスのファン。2021年から楽天イーグルスの試合でセレモニアルピッチ、イベント、グッズなどのコラボレーションをしている。歴代選手の中では銀次を推していて、2024年9月放送の東日本放送「あすとつながるテレビ 宮城がもっと好きになる記念日」で共演が実現した。
2023年にはTOKYO IDOL FESTIVAL 2023 TIF部活動「プロ野球大好き部」、黒嵜菜々子のわたしを野球につれてって！（ニコニコチャンネル）に出演した。自身を野球の守備位置に例えるならキャッチャー。

### いぎなり東北産のサブリーダーとして
2016年7月からいぎなり東北産のサブリーダー（副リーダー）を務める。キャッチコピーは「ハイテンションおしゃべりマシーン」。メンバーカラーは青 。
自身を野球の守備位置に例えるならキャッチャー。みんなの動きを把握し、全体に指示を出し、ミーティングやライブ前などにもたくさん意見を言っている。ライブでは進行役を務め、MCをリードする。MCや進行に関しては、いぎなり東北産以外でも関内デビル（テレビ神奈川）の代打MC、超アイドル祭2023 ステージ出演オーディション（ニコニコ生放送）の進行役を務めている。
いぎなり東北産の強みに、瞬時に発するパワー、おもしろさと楽しさを大事にしていること、楽曲の振り幅が大きい、人数が多くフォーメーションのバリエーションが豊富、9人とも個性豊かでキャラが強いことを挙げている。忙しかった2023年の年末には「誰かの状態が落ちた時に、他のメンバーが盛り上げるといったことを自然とやってるのを見て、チームワークが育っている」と副リーダーとして1年を振り返った。2024年4月の「無限会社スタプラ」発表会ではいぎなり東北産の魅力をアピールした。
リーダーの橘花怜からは「ムードメーカーでグループ内のいい空気を作ってくれる重要人物」「すごくしっかりしていて、リーダーの私もいつも支えてもらってます」と感謝されている。
- 公式ファンクラブ「いぎなり東北ファン倶楽部」でメンバーコンテンツ「葉月成長記録」を更新している。
- 他のアイドルから顔面の強さ、美人さ、パフォーマンス、可愛い声などが好評を得ている[36]。
- 2020年、初のクラウドファンディングプロジェクト「新曲『re;star』初のメイク＆新衣装でMV制作したい！」の開始にあたり、「東北産がもっと進化し、さらなるステージに踏み出せるようなものをつくりたいです！そのためにはみなさんのご協力が必要です！！ぜひクラウドファンディングへの参加よろしくお願いします！私たちも良い作品を創れるよう全力を尽くします。いつも応援してくださる皆さんには感謝しかありません！ありがとうごさいます！」と呼びかけた[37]
- 2020年12月配信の「スタプラローカリズム vol.2 〜ニコSハイパー運動会〜」ではいぎなり東北産チームとして綱引きで勝利し「学校の授業中もずっと作戦を練っていました。綱引きだけは大好きで負けたくないんです。綱引き勝てたのでもう今日はこれで帰ります」と嬉しそうに語った[38]
- 2024年1月6日配信「第5回 東北産カップ」のオセロ大会にて優勝、同年9月に開催された第6回のダーツ大会でも優勝した。
- いぎなり東北産の3rdアルバム「東北産万博」に収録されている、安杜羽加・藤谷美海とのユニット楽曲『トーホク・ラブ・ストーリー 〜恋はいつも突然に〜』ではミュージカル風の曲中でユナちゃん役（ラブリープリンセスユナちゃん）を務めている[39]。

### その他
- 座右の銘は「いまを楽しむ！！」。
- 車が大好きで、メルセデス・ベンツの最高峰SUV「ゲレンデ」に乗るのが個人的な夢。[40]2021年に運転免許を取得した[41]。
- 香水とアロマキャンドルがお気に入り[42]。
- リラックス方法の一つは「初めての場所に行くこと」。たくさんの知識、刺激が脳みそに入っていく感じが「今自分は何かを吸収できているかも！！」という気持ちになるから[43]。心が元気になる方法は、大好きなお友達と過ごしたり、激辛料理を食べたりすること[44]。
- 2018年7月から2020年3月まで金髪にしていた[45][46]。金髪にしたことで性格が変わり明るくなり殻を破れたという[47]。

## 略歴
保育園に通っていたころからチャットモンチーが好きだった。AKB48 大島優子がきっかけでアイドルに興味を持ち、小学2年生くらいの頃は友達とアイドルごっこをよくしていて、将来の夢は歌手になることであった。
2015年（中学1年生）、スターダストプロモーション芸能3部 スクールガールズオーディション2015 合格。読んでいたファッション誌「ニコ☆プチ」の最後のページにあったオーディション募集告知を見て、親の勧めもあり応募した。応募してから面接を受けるまでは自己PRの練習を父と毎日していたという。
- 2015年8月、いぎなり東北産の結成メンバーとなる
- 2016年7月3日、いぎなり東北産の副リーダーに就任
- 2017年2月、少女劇団いとをかし 第六回公演『ブのカツのハナシ』（2017年2月）に出演
- 2021年7月1日、個人Instagramを開設[51]
- 2021年9月11日、葉月結菜 生誕祭〜何にも縛られない〜（@EBeanS）を開催
- 2023年3月、ニコニコ生放送「超アイドル祭2023 ステージ出演オーディション」の参加者全組紹介番組に出演、クロちゃんと進行を務めた。翌月の最終審査特番にも出演。
- 2023年9月23日、葉月結菜生誕祭〜かなり早めの忘年会〜（@誰も知らない劇場）を開催
- 2024年9月23日、葉月結菜 生誕祭2024 〜かなり早めの忘年会〜（@SHIBUYA PLEASURE PLEASURE）を開催。

## 出演

### テレビ
- コアラモード.小幡康裕のガチンコスターダストプラネット（2018年5月30日、フジテレビNEXT） - 松田聖子「瑠璃色の地球」を歌唱
- サンドのぼんやり〜ぬTV（2020年9月19日、TBC東北放送） - 橘花怜と出演
- 関内デビル (2023年2月27日〜3月3日、テレビ神奈川) - 私立恵比寿中学メンバーの代打として出演
- あすとつながるテレビ 宮城がもっと好きになる記念日（2024年9月28日、東日本放送）[52] - 銀次（楽天イーグルス アンバサダー）と共演
- VIPを熱烈歓迎！宮城でもてなし隊（2024年12月28日、東日本放送）[53] - 梅沢富美男を宮城おもてなし旅へ案内
- サタふく（2025年3月15日、福島テレビ） - 2択でQ
- あらあらかしこ（2025年3月22日、仙台放送）

### ラジオ
- いぎなり東北産の いぎなり”やるっちゃ”東北産!マシマシ!!（2017-2024年、ラジオ石巻 ABSラジオ） - 不定期出演
- DJ Tomoaki's Radio Show!（2023年3月16日 ほか、下北FM） - アシスタントMC
- 太田胃散 presents スタプラアイドルラジオ（2024年11月4日、ニッポン放送）

### 舞台
- 少女劇団いとをかし 第六回公演『ブのカツのハナシ』（2017年2月）[54][55][56]

### ネット配信
- いっきゅうオンデマンド（2020年5月21日 22日 23日、YouTube）[33][47][57]
- 柚姫の部屋（2020年11月2日 2021年10月18日、YouTube）
- 阿部菜々実の友達を作りたい(仮)（2022年10月、YouTubeイービーンズチャンネル）[58]
- やかんとアイドル（2023年3月22-26日、YouTube）[59]
- 超アイドル祭2023 ステージ出演オーディション（ニコニコ生放送） - クロちゃんと進行
  - 参加者全組紹介（2023年3月15日）
  - 最終審査特番（2023年4月15日）
- 黒嵜菜々子のわたしを野球につれてって！（2023年11月29日、ニコニコチャンネル）
- NO RULE コラボ（2024年3月、TIMELINE YouTube）[60]
- まいにち賞レース なまり漫才GP（2024年6月7日、テレビ朝日公式YouTube 動画、はじめてみました）[61]
- YouTube ファッション情報バラエティ「アイドニックTV」（2023年8月 - ） - MC

### WEB
- 2024年秋・冬観光キャンペーン「しみわた体験記」（2024年、仙台・宮城観光キャンペーン推進協議会事務局） - 宮城県多賀城と気仙沼にて、料理とお酒で、地域を感じる旅（テロワージュ）[13]
- 仙台つーしん「仙台・秋保温泉 迎賓館 櫻離宮」（2024年） - 浴衣でサウナ付き客室を紹介[62]

### 書籍
- IDOL AND READ 034（2023年3月28日、シンコーミュージック・エンタテイメント）
- VVmagazine Vol.123（2024年9月28日、ヴィレッジヴァンガード）

### その他
- TOKYO IDOL FESTIVAL 2023 TIF部活動「プロ野球大好き部」（2023年8月6日、東京・お台場）